# Kathleen Lakes (Kathleen River)
Die Kathleen Lakes sind eine Seengruppe etwa 20 km südlich von Haines Junction im Südwesten des kanadischen Territoriums Yukon.
Die Seengruppe liegt am Fuße der Berge der Auriol Range und wird über den Kathleen River entwässert. Somit gehören die Seen zum Einzugsgebiet des Alsek River. Die Kathleen Lakes umfassen die beiden benachbarten Seen Kathleen Lake (33,98 km²) und Louise Lake (4,8 km²). Die Seen liegen westlich des Haines Highway auf einer Höhe zwischen 750 m und 760 m. 